# 豪尔赫·德·巴格拉季昂
豪尔赫·德·巴格拉季昂-德·穆赫拉尼（西班牙語：Jorge de Bagration y de Mukhrani，1944年2月22日—2008年1月16日），吉奥尔基·巴格拉季昂-穆赫拉涅利，格鲁吉亚裔西班牙赛车手，格鲁吉亚王室家族首领。

## 生平
豪尔赫1944年2月22日生于意大利首都罗马。父亲伊拉克里·巴格拉季昂-穆赫拉涅利是格鲁吉亚巴格拉季昂尼王室的分支穆赫拉涅利家族的后裔，十月革命后流亡意大利。母亲是意大利贵族玛丽亚·安东妮艾塔·帕斯奎妮·迪·科斯塔菲奥里塔女伯爵（Maria Antonietta née Pasquini dei Conti di Costafiorita），产下豪尔赫后便去世了。
玛丽亚·安东妮艾塔去世后，伊拉克里一家定居西班牙。
1959年，豪尔赫·德·巴格拉季昂开始了他的赛车生涯。开始是摩托车，1963年开始驾驶汽车。他曾经于1968年和1974年两次尝试进入一级方程式西班牙站比赛，但都失败了。1974年时，他的名字已经出现在参赛名单上，但这份参赛名单被西班牙汽联主席在打扫办公室时遗失。在制定新的参赛名单时，豪尔赫落选了，失去了参加顶级赛车赛的机会。
豪尔赫随后投身拉力赛，并在1979年和1981年驾驶一辆兰旗亚两次获得西班牙拉力赛冠军。他于1982年退役。
1977年11月30日，豪尔赫的父亲伊拉克里去世。豪尔赫成为穆赫拉涅利家族族长，格鲁吉亚王室家族首领，称吉奥尔基十四世。格鲁吉亚独立后的1991年，他的宣称得到了格鲁吉亚政府和议会的确认。豪尔赫的称号有拉索斯公爵，卡赫梯、卡特里和穆赫拉涅利亲王。
1995年，豪尔赫首次访问祖国格鲁吉亚，参加父亲在格鲁吉亚的葬礼。虽然他居住在西班牙馬爾韋利亞，但他时常造访格鲁吉亚，因为他的次子大卫定居第比利斯。2008年1月16日，豪尔赫·德·巴格拉季昂在第比利斯去世，终年63岁。1月20日葬于格鲁吉亚姆茨赫塔的斯维第茨霍维利大教堂。

## 婚姻及子女
豪尔赫·德·巴格拉季昂结婚两次，有三子一女：
1968年3月11日在法国尼斯与西班牙人玛丽亚·德·拉斯·梅赛德斯·德·佐尔诺扎-彭斯·德·莱昂（María de las Mercedes de Zornoza y Ponce de León，1942年8月14日生）结婚，有二子一女：
- 长女玛丽·安托瓦内特（მარი ანტუანეტ，1969年6月21日生），1996年与海梅·海哈斯结婚；
- 长子伊拉克里（ირაკლი，1972年8月26日生），放弃对格鲁吉亚王位的继承权；
- 次子大卫（დავით，1976年6月24日生），2008年继位为格鲁吉亚王室家族首领。

1982年9月8日在马德里与努里娅·洛皮斯-奥里亚特（Nuria Llopis y Oliart，1953年11月14日生）结婚，有一子：
- 三子古拉米（გურამ，西班牙文：乌戈 Ugo，1985年2月14日生），格鲁吉亚王室家族假定继承人。